# Disastro di Bhopal
Il disastro del Bhopal è stato un incidente industriale avvenuto il 3 dicembre 1984 in uno stabilimento chimico di proprietà della multinazionale Union Carbide, situato nella città di Bhopal, nello stato indiano del Madhya Pradesh. L'evento comportò la fuoriuscita nell'atmosfera di circa 40 tonnellate di vapori di isocianato di metile (MIC), un composto estremamente tossico che causa danni irreversibili agli organismi. Si formò una nube che si diffuse sui quartieri della città in un raggio di alcuni chilometri, prevalentemente a sud dello stabilimento. Oltre duemila persone morirono la notte stessa del disastro, mentre tentavano la fuga per le strade oppure poco dopo il trasporto in ospedale. Si stima che le vittime decedute per gli effetti dell'avvelenamento nel corso dei mesi e degli anni successivi siano nell'ordine delle decine di migliaia. L'impianto era specializzato nella produzione di insetticidi e apparteneva alla Union Carbide India Limited (UCIL), consociata della multinazionale statunitense Union Carbide specializzata nella produzione di fitofarmaci.
Il rilascio di isocianato di metile avvenne poco dopo la mezzanotte fra il 2 e il 3 dicembre 1984, nell'impianto deputato alla produzione dell'insetticida Sevin. La nube ricadde sulla città uccidendo in poco tempo 2 259 persone, e ne avvelenò altre decine di migliaia. Il governo del Madhya Pradesh ha confermato un totale di 3 787 morti direttamente correlate all'evento, ma successive stime di agenzie governative indicano 15-20 000 vittime, rendendolo il più grave incidente da fuga di sostanze chimiche mai avvenuto.
Un affidavit governativo del 2006 ha concluso che l'incidente ha causato danni medicalmente rilevabili a 558 125 persone, delle quali circa 3 900 risultano permanentemente invalidate in modo grave. Viene comunque attribuita al governo la volontà di estendere a quante più persone possibili, anche minimamente coinvolte, gli aiuti previsti dagli accordi del 1989, al prezzo di trascurare in qualche misura le invalidità di grado maggiore. Sempre nel 2006 è stato rilevato che nelle zone interessate dalla fuoriuscita del gas il tasso di morbilità per varie patologie sarebbe 2,4 volte più elevato rispetto alle aree adiacenti. Si ritiene inoltre che alcuni prodotti chimici rimasti nell'impianto, successivamente abbandonato, in mancanza di misure di bonifica e contenimento abbiano continuato a inquinare l'area circostante.
Sono stati istruiti diversi procedimenti penali e civili sia presso tribunali americani che indiani. Essi coinvolgono l'UCIL, lavoratori ed ex-lavoratori, la multinazionale madre Union Carbide e il suo amministratore delegato dell'epoca, Warren Anderson (deceduto nel 2014), sul quale dal luglio 2009 pendeva un mandato di arresto emesso dalla giustizia indiana. Nel giugno 2010 un tribunale di Bhopal ha emesso una sentenza di colpevolezza per omicidio colposo per grave negligenza nei confronti di otto ex-dirigenti indiani della UCIL (di cui uno già deceduto) tra i quali il presidente all'epoca dei fatti Keshub Mahindra.

## Storia
La Union Carbide India Limited (UCIL) venne fondata nel 1934 dalla Union Carbide Corporation USA (UCC), un colosso mondiale della chimica attivo in molteplici tipologie di produzioni, e all'epoca uno dei primi investitori statunitensi in India. La società indiana divenne una sussidiaria della UCC il 24 dicembre 1959. L'azienda statunitense al momento dell'incidente ne deteneva il 50,9% delle azioni, mentre il restante 49,1% era in mano in parte ad azionisti privati prevalentemente indiani, e in parte allo stato indiano.
L'impianto di Bhopal fu costruito a partire dal 1969, su un terreno preso in affitto dal governo locale e adiacente all'agglomerato urbano. Era principalmente destinato alla produzione del carbaryl (metilcarbammato di 1-naftile), il cui nome commerciale era Sevin, un insetticida del gruppo dei carbammati. La sezione per la produzione di isocianato di metile (MIC) venne aggiunta nel 1979 ed entrò in funzione il 5 febbraio 1980. Il MIC è un prodotto intermedio per la produzione del Sevin: quest'ultimo veniva infatti sintetizzato da una reazione tra MIC e 1-naftolo. Prima del 1980 alcuni prodotti intermedi venivano importati e trasportati nello stabilimento dall'esterno. L'impianto di Bhopal era l'unico a produrre il Sevin al di fuori dagli Stati Uniti d'America.
L'azienda, professando di voler tutelare la sicurezza del personale, donò al locale ospedale Hamidia l'attrezzatura necessaria per la rianimazione in caso di contaminazioni gassose, e allestì un piccolo ospedale interno all'impianto per eseguire tutti gli esami necessari al controllo dello stato di salute dei lavoratori e alla cura di eventuali disturbi respiratori; i medici che vi operavano però non vennero mai compiutamente istruiti sugli effetti degli agenti tossici utilizzati nelle lavorazione, e neppure pienamente informati su tutte le sostanze presenti nell'impianto.
La richiesta di pesticida Sevin cominciò a ridursi a partire dal 1979, anche a causa della diffusione nel mercato indiano di prodotti più economici, ma la produzione continuò regolarmente, causando un accumulo di scorte di prodotto. Una fase di crisi sopraggiunse nel 1982, a fronte dello scarso successo commerciale del Sevin in India, ulteriormente aggravato da una siccità che riduceva i raccolti. Ciò indusse l'azienda ad implementare una politica di riduzione dei costi: in primo luogo dispose il licenziamento del 40% del personale, in particolare quello a più alta qualifica, e nel personale rimanente vi furono anche sostituzioni con assunzione di operatori meno qualificati. La politica di riduzione dei costi fu lineare e riguardò molteplici aspetti, pregiudicando i livelli di sicurezza.
Nell'estate 1983 la Union Carbide sospese la produzione, in previsione della probabile, definitiva chiusura dell'impianto, e del trasferimento della produzione del Sevin in altri paesi. Nessuna misura venne però presa per smaltire le 63 tonnellate di isocianato di metile rimaste stoccate in tre serbatoi, normalmente pressurizzati (previa immissione di azoto) e mantenuti raffreddati a 4 °C per evitare l'ebollizione del gas (che a pressione atmosferica si verifica a 38 °C).
Nell'autunno 1983 diversi sistemi di sicurezza dello stabilimento vennero disattivati, ivi compreso il sistema di raffreddamento delle cisterne di MIC, che non venne riattivato nemmeno quando, circa un anno dopo, riprese brevemente la produzione dell'insetticida. A ottobre 1984 si cessò di pompare azoto nelle cisterne, che vennero pertanto depressurizzate; contestualmente venne anche spenta la fiamma pilota dello stabilimento, che bruciava eventuali gas in fuga. La fabbrica chiuse definitivamente il 26 ottobre 1984.

### La dinamica del disastro
La sera del 2 dicembre 1984, poco dopo l'inizio del turno notturno, un operatore stava effettuando una pulizia di routine delle tubature nell'impianto dove era stoccato l'isocianato di metile, operazione per la quale vengono inserite piccole paratie di sicurezza che isolano le condutture, una precauzione nel caso che le valvole di chiusura non siano a tenuta. L'isocianato di metile (MIC) infatti reagisce violentemente a contatto con l'acqua, che pertanto non deve mai raggiungere i serbatoi dove è immagazzinato. Per qualche ragione il getto d'acqua ad alta pressione ruppe una paratia: all'insaputa dell'operatore, una perdita d'acqua da una valvola difettosa (che non venivano più sostituite regolarmente) raggiunse le cisterne di MIC. Nelle due ore successive l'acqua penetrò in una delle tre cisterne sotterranee nelle quali era stoccato il composto, quella denominata E610, nella quale si trovavano 42 tonnellate di isocianato di metile (C2H3NO).
Il contatto tra l'acqua e il MIC diede luogo a una reazione che sviluppò calore, fece aumentare gradualmente la temperatura del liquido fino a portarlo a ebollizione, causando un rapido aumento della pressione all'interno dei serbatoi. I vapori di reazione furono rilasciati dalla valvola di sicurezza della cisterna all'interno dell'impianto. Sistemi di sicurezza in grado di neutralizzare una fuga di sostanze tossiche erano in teoria presenti nell'impianto, in particolare un abbattitore a torre, dove il composto avrebbe potuto essere distrutto chimicamente, e una torre-torcia dove avrebbe potuto essere bruciato. Questi sistemi erano tuttavia fuori uso e non si attivarono. I vapori di MIC raggiunsero la torre della fiamma pilota, spenta e con i condotti tappati. La pressione portò alla rottura delle valvole e il gas venne rilasciato dallo scappamento di una torre di sfiato.
Alle 22:30 i tecnici che presenziavano l'impianto notarono che i manometri della cisterna segnavano una pressione di 5,5 volte superiore alla norma. Due tecnici anziani, in due diverse parti dell'impianto, ritennero che la lettura fosse un errore dovuto a un difetto degli strumenti. Un'ora dopo, quando nell'aria si iniziò ad avvertire il pungente odore di "cavolo cotto" proprio del MIC, si decise di indagare la presenza di una perdita, che fu individuata alle 23:45. Nessuno tra il personale aveva però piena contezza della pericolosità del gas stoccato sottoterra, sicché solo dopo la mezzanotte, quando i manometri segnavano 4 atmosfere (un valore 27 volte più alto della norma) venne dato l'allarme con l'attivazione delle sirene dello stabilimento, che venne frettolosamente evacuato.
Le condizioni atmosferiche favorirono la catastrofe, provocando una stratificazione della sostanza, più pesante dell'aria. La nuvola si diresse verso le bidonville dei quartieri poveri che si trovano nella cosiddetta "spianata nera", abbattendosi su centinaia di migliaia di persone. All'una di notte la polizia iniziò a ricevere chiamate dalla zona circostante lo stabilimento di Bhopal, i cui residenti stavano manifestando crisi respiratorie e tentavano di darsi alla fuga; vennero allertati gli ospedali e furono richiesti chiarimenti alla fabbrica, che diede però indicazioni vaghe e contrastanti, affermando dapprima che il gas era ammoniaca, poi fosgene, e infine isocianato di metile, senza però precisarne la pericolosità. Lo stesso fece la direzione della Union Carbide, negli USA. Nondimeno, un'ora dopo, osservando che la pressione nella cisterna (ormai semivuota) era tornata a livelli normali, i tecnici dissero alle forze dell'ordine che la perdita era stata riparata. Alcuni superstiti riferirono di aver trovato salvezza su un colle lì vicino sopra un lago, da cui proveniva aria fresca che allontanava nella direzione opposta la nube tossica.
Persero la vita all'incirca 8 000-10 000 persone secondo i dati del centro di ricerca medica indiana, oltre 25 000 per Amnesty International. La stima più probabile parla di 21 000 vittime e 500 000 intossicati più o meno gravi. La successiva indagine rivelò che non vennero applicate diverse procedure di sicurezza. I deflettori, che avrebbero potuto impedire l'infiltrazione dell'acqua, non furono utilizzati; i refrigeratori erano fuori uso, così come lo erano le torce che avrebbero potuto impedire la fuga di gas. Per molto tempo dopo il disastro i medici locali continuarono poi a non essere informati sulla natura del gas, impedendo di fatto i trattamenti sanitari e la conseguente pianificazione degli interventi. La maggioranza dei morti e dei feriti fu causata da edema polmonare, ma il gas causò tutta una serie di diversi disturbi anche a distanza come alterazioni genetiche che si sono espresse nei neonati con gravi malformazioni congenite.

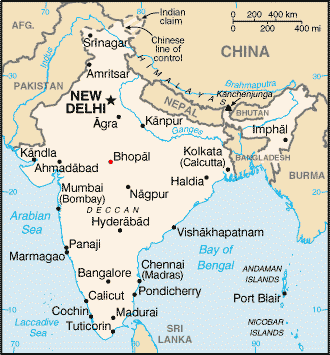
Mappa dell'India con evidenziata Bhopal

## Le indagini e le azioni legali contro la Union Carbide

### Responsabilità civile e penale
Il CEO dell'Union Carbide di quel tempo, Warren Anderson, ritiratosi in pensione nel 1986, il 1º febbraio 1992 fu dichiarato contumace dalla Magistratura Indiana di Bhopal, in quanto, come imputato, non si presentò mai davanti alla corte che lo accusò di omicidio. La richiesta di arresto fu inviata al Governatore dell'India e venne inoltrata una richiesta di estradizione dagli Stati Uniti. Tuttavia la domanda di estradizione non si materializzò mai.
Molti attivisti affermarono che il governo indiano esitò a formalizzare l'estradizione per paura dei contraccolpi che i maggiori investitori stranieri avrebbero potuto provocare sull'economia indiana, successiva alla liberalizzazione. Vi fu inoltre un apparente disinteressamento da parte del governo statunitense, che non perseguì il caso, provocando forti proteste soprattutto da parte di Greenpeace.
Venne richiesto al Central Bureau of Investigation indiano di ridurre le pene richieste da omicidio colposo a negligenza criminale, ma tale richiesta venne rigettata dalla corte indiana. Anderson è deceduto ancora da latitante a seguito di una condanna da parte della giustizia indiana che in base alle prove avrebber dovuto condannarlo ad almeno 10 anni di carcere.

### Risarcimenti
Fu raggiunto un accordo per una transazione il 4 febbraio 1989. La Union Carbide pagò 470 milioni di dollari per i danni causati dal disastro, a fronte di una richiesta iniziale di 3 miliardi di dollari. Nel frattempo, pochissimo denaro, proveniente dal risarcimento danni giunse ai sopravvissuti, e la gente dell'area si sentì tradita non solo dall'Union Carbide, e dal suo CEO, Warren Anderson, ma anche dai propri politici. In ogni anniversario della tragedia vengono bruciate l'effigie di Anderson e dei politici. Nel luglio 2004 la Corte suprema indiana ordinò al governo di risarcire le vittime e i loro parenti tramite un fondo di compensazione di 330 milioni di dollari.
La Union Carbide dismise nel 1994 la sussidiaria indiana ad un'azienda locale produttrice di batterie, mentre la Dow Chemical acquistò nel 2001 la Union Carbide per 10,3 miliardi di dollari. La Dow Chemical per diverse volte ha dichiarato che i risarcimenti erano pienamente sufficienti a compensare le responsabilità del disastro.

## La contaminazione
Gli interventi dell'azienda per ripulire l'impianto ed il suo circondario da centinaia di tonnellate di rifiuti tossici si sono fermati per decenni, lasciando tutto com'era in precedenza. In questo lasso di tempo, gli ambientalisti hanno avvertito che questi rifiuti costituiscono un potenziale pericolo nel cuore della città e che la contaminazione che ne risulta potrebbe provocare un lento avvelenamento nel corso dei decenni, causa di danni al sistema nervoso, al fegato ed ai reni. Gli studi hanno dimostrato che i casi di cancro ed altre malattie hanno subito un aumento nella zona dopo il disastro. Gli attivisti hanno chiesto alla Dow Chemicals di bonificare l'area dai rifiuti tossici ed hanno fatto pressioni sul governo indiano affinché chieda un risarcimento più sostanzioso.
In un'inchiesta di BBC Radio 5 Live del 14 novembre 2004 è stato mostrato che, dopo vent'anni, l'area era ancora contaminata da "migliaia" di tonnellate di sostanze chimiche tossiche, tra cui esaclorobenzene e mercurio, contenute in contenitori aperti o abbandonate sul terreno. Alcune aree erano così inquinate che chi vi si trattiene per più di una decina di minuti rischiava una perdita di conoscenza. La pioggia trascinava inoltre queste sostanze nel terreno, contaminando pozzi e sorgenti d'acqua; i risultati delle analisi condotte per conto della BBC da laboratori di ricerca accreditati in Gran Bretagna mostravano livelli di inquinamento nell'acqua dei pozzi 500 volte superiore ai limiti di quel paese. Indagini statistiche condotte sulla popolazione residente nel luogo, comparata con la popolazione di un'altra area in simili condizioni di povertà distante dall'impianto, avevano mostrato una maggior incidenza di varie malattie nei pressi dell'impianto.
La rimozione delle 337 tonnellate di scorie tossiche, rimaste nello stabilimento incriminato dal momento del disastro, si è conclusa solo nel 2025.

## Bufala sulla Dow Chemicals
Il 3 dicembre 2004, ventesimo anniversario della tragedia, la BBC intervistò un certo "Jude Finisterra". Quest'uomo affermò di essere un portavoce della DOW; durante l'intervista riferì che l'azienda aveva accettato di decontaminare il sito della fabbrica e di risarcire tutte le persone coinvolte. Subito dopo, in soli 23 minuti, il valore delle azioni DOW crollò del 4,2%, per un totale di due miliardi di dollari di perdite. La DOW pubblicò rapidamente un comunicato, rivelando che non esisteva nessun impiegato con quel nome, che si trattava di un impostore che diramava falsità. La BBC trasmise una smentita, insieme alle proprie scuse.
Jude Finisterra era in realtà Jacques Servin (conosciuto anche come Andy Bichlbaum), un membro del gruppo di attivisti di sabotaggio culturale The Yes Men. Lo stesso gruppo, nel 2002, aveva pubblicato un dettagliato articolo in cui spiegava perché la DOW non intendesse assumersi la responsabilità del disastro; fu anche aperto un sito, www.dowethics.com, creato in modo da somigliare il più possibile al sito ufficiale della compagnia, ma contenente quella che, per loro, era una più accurata descrizione degli eventi.